# Chronologie de la présidence de François Mitterrand (1981)
La présidence de François Mitterrand s'est étendue sur deux septennats. La chronologie qui suit couvre le début de sa présidence à partir de sa prise de fonction le jeudi 21 mai 1981, et s'achève le 31 décembre 1981, soit la première année du premier septennat de François Mitterrand. Ses déplacements à l'étranger sont énumérés sur la liste des voyages présidentiels de François Mitterrand.

## Mai
| Date            | Évènements | Textes | Photographie |
| --------------- | --- | --- | ------------ |
| Jeudi 21 mai    | - Investiture du président de la République (investiture de François Mitterrand). - Passation des pouvoirs au palais de l’Élysée : Valéry Giscard d'Estaing transmet au nouveau président la sacoche nucléaire française et les codes correspondants. - Annonce par le président du Conseil constitutionnel, Roger Frey, des résultats de l'élection ; le président reçoit le collier de grand maître de l'Ordre national de la Légion d'honneur. - Dépôt de gerbe par le président sur la tombe du Soldat inconnu sous l'Arc de triomphe. - Après le dîner d'investiture, entretien à la mairie de Paris entre le président et Jacques Chirac. - Visite au Panthéon du président, dépôt d'une rose sur le tombeau de Jean Moulin, Jean Jaurès et Victor Schœlcher. - Le président et le Premier ministre décident d'instaurer le contrôle des changes pour faire face à la fuite des capitaux. | - Pierre Bérégovoy est nommé secrétaire général de l’Élysée. - Pierre Mauroy est nommé Premier ministre. |              |
| Vendredi 22 mai | - Le président considère la possibilité de transférer le palais présidentiel aux Invalides. - Mitterrand consulte, conformément à l'article 12 de la Constitution, Alain Poher (président du Sénat) et Jacques Chaban-Delmas (président de l'Assemblée nationale) avant d'acter la dissolution de la chambre basse. | - André Rousselet est nommé directeur de cabinet, et Jean Glavany comme responsable de l'agenda, des déplacements en France, et intermédiaire avec les élus et le parti. Jean-Claude Colliard est directeur adjoint de cabinet. - Jacques Attali devient conseiller spécial. - Jacques Fournier est nommé secrétaire général adjoint. Michel Charasse devient conseiller aux questions constitutionnelles et électorales. - Hubert Védrine devient conseiller diplomatique. - Michel Vauzelle obtient le porte-parolat de l'Élysée. |              |
| Samedi 23 mai   | - Première réunion du cabinet du président. | |              |
| Dimanche 24 mai | - François Mitterrand envoie deux ambassadeurs, Serge Boidevaix et Jacques Andréani, à Amman et au Caire respectivement, afin de rassurer les pays arabes et les dissuader de retirer leurs capitaux de France. - Le président accède à la demande du ministre de la Défense, Charles Hernu, de reporter des essais nucléaires à Moruroa. - Helmut Schmidt se rend à l’Élysée pour rencontrer le président, qui accepte de ne pas chercher à bloquer l'installation par les forces armées des États-Unis de missiles Pershing en Allemagne de l'Ouest. | |              |
| Lundi 25 mai    | | - Jean Saulnier est nommé chef d'état-major particulier de la présidence. |              |
| Mardi 26 mai    | - Le président demande à Jacques Attali de former un groupe chargé « d'avoir des idées » pour nourrir l'action gouvernementale et présidentielle. Il recrute Jean-Louis Bianco, François Hollande, Pierre Morel et Ségolène Royal. - Le président accède à la demande du ministre de l'Intérieur Gaston Defferre, selon Jacques Attali (tel que rapporté dans Verbatim), de « suspendre les expulsions d'étranger », hors cas de « nécessité impérieuse d'ordre public ». - Il est convenu avec l'Arabie saoudite que la première visite diplomatique du président se fasse là. | |              |
| Mercredi 27 mai | - Premier Conseil des ministres. Les règles en vigueur jusqu'en 1995 sont posées : les ministres n'ont pas le droit de « lire de notes [...] [de] prendre de notes », et leur temps de parole ne doit pas dépasser dix minutes. - Gaston Defferre met au courant le président de l'affaire Farewell. Le SDECE, en lequel Mitterrand n'a aucune confiance, n'est pas mis sur l'affaire. - Le président visite le PC Jupiter et prend connaissance des commandes nucléaires. | - Alexandre de Marenches quitte le Service de documentation extérieure et de contre-espionnage et est nommé en Conseil d'État. |              |
| Jeudi 29 mai    | - Le président ayant donné son accord, Gaston Defferre prépare la création d'une commission chargée de réglementer les écoutes téléphoniques. - Le président met en place son agenda diplomatique, préparant un premier voyage à l'étranger en Israël, puis en Arabie saoudite, et enfin aux États-Unis. | |              |

## Juin
| Date             | Évènements | Textes | Photographie |
| ---------------- | --- | --- | ------------ |
| Lundi 1er juin   | - Le président prend position, dans des lettres à des chefs d’État étranger (Hussein, Saddam Hussein, Anouar el-Sadate), en faveur d'une solution à deux États en ce qui concerne le conflit israélo-palestinien. - L'Élysée et le gouvernement s'accordent sur le contenu de la relance Mauroy, qui doit peser 3 % du budget, et comporter une augmentation du SMIC de 10 %.                                                                                           | |              |
| Mardi 2 juin     | - Le président s'oppose à la mise en place d'un système des dépouilles et décide du remplacement d'un petit nombre de hauts fonctionnaires particulièrement marqués politiquement. | |              |
| Mercredi 3 juin  | - Deuxième Conseil des ministres. - La relance Mauroy est entérinée : le SMIC horaire passe de 15,20 à 16,72 francs (hausse de 10 %), et certaines cotisations sociales patronales sur les bas salaires sont réduites. Les allocations familiales augmentent de 25 % à partir du 1er juillet, l'allocation logement de 25 % en juillet et 20 % en décembre. Le minimum vieillesse passe de 1 417 à 1 700 francs (20 % de gain).                                         | |              |
| Jeudi 4 juin     | - Le ministre des Relations extérieures Claude Cheysson est envoyé à Washington D.C. pour rencontrer Ronald Reagan et rassurer les Américains sur la politique de François Mitterrand. | - Signature d'un accord de désistement entre le Parti socialiste et le Parti communiste en vue des élections législatives, assurant une victoire large au PS, qui devance le PC dans presque toutes les circonscriptions. |              |
| Vendredi 5 juin  | - Premier déplacement présidentiel en France à l'occasion de l'inauguration du salon aéronautique du Bourget. - Le projet de lois de décentralisation commence à être traité par le président, qui se réunit notamment avec Defferre. | |              |
| Lundi 8 juin     | - Deuxième déplacement présidentiel en France, dans la Drôme, pour inaugurer l'hôpital de Montélimar. - Le président déclame un discours d'appel au vote socialiste en vue des élections législatives du 14 et 21 juin. | - Jean-Marcel Jeanneney est nommé représentant et conseiller personnel du président les négociations des sommets internationaux.                                                                                          |              |
| Samedi 13 juin   | - Le président reçoit le roi Khaled d'Arabie saoudite. La rencontre a pour objectif de confirmer le maintien des capitaux arabes déposés en France (~30 mds FF), dont le retrait serait catastrophique pour l'économie hexagonale. Le roi lui fait part des inquiétudes des peuples arabes : son alliance avec les communistes, son soutien à Israël, et la rumeur selon laquelle il reviendrait sur son soutien de l'Irak contre l'Iran.                               | |              |
| Dimanche 14 juin | - Premier tour des élections législatives, victoire écrasante du Parti socialiste (55 % des voix). Abstention de 29 % due à une faible mobilisation de la droite. | |              |
| Mercredi 17 juin | - Conseil des ministres. Un programme de réduction des cotisations sociales est décidé afin de stimuler l'embauche de travailleurs jeunes. - Le président décide de lancer un programme de grands travaux dans le domaine des infrastructures. | |              |
| Jeudi 18 juin    | - Le président rencontre le Premier ministre du Japon, Zenkō Suzuki. | |              |
| Dimanche 21 juin | - Second tour des élections législatives. Victoire écrasante du Parti socialiste avec 285 sièges, tandis que le nombre de députés communiste chute de 86 à 44. François Mitterrand est confirmé dans la nécessité d'inclure des ministres communistes au gouvernement. | |              |
| Lundi 22 juin    | - François Mitterrand charge Jacques Fournier et Guy Braibant de négocier avec le Parti communiste français au sujet de leur inclusion dans le gouvernement. Le président pose des conditions, refusant de nommer Georges Marchais, et n'acceptant que de donner aux communistes un nombre de maroquins proportionnel à leur nombre de députés, soit quatre. - Le PCF demande cinq postes, dont l'Énergie, les Transports, les PTT, la Culture, la Santé et le Travail. | - Les présidents ou directeurs des grandes institutions d'information publiques, comme Radio France ou TF1, sont remerciés et remplacés.                                                                                  |              |
| Mardi 23 juin    | - Les négociations entre le PS et le PCF s'achèvent avec la démission du gouvernement Pierre Mauroy 1. - Formation du gouvernement Pierre Mauroy 2, qui contient plusieurs ministres communistes. François Mitterrand déjeune avec le Premier ministre du Canada, Pierre Trudeau. | |              |
| Mercredi 24 juin | - Cinquième Conseil des ministres, premier du gouvernement Mauroy 2. - Rencontre entre George H. W. Bush et François Mitterrand l'après-midi. Mitterrand le rassure sur sa stratégie et ses opinions, et lui affirme que les communistes n'auront aucun poste stratégique. Mitterrand interroge Bush sur son séjour en Chine, sur la politique énergétique américaine et sur les relations Nord-Sud.                                                                    | - Pierre Marion est nommé directeur du Service de documentation extérieure et de contre-espionnage en étant assuré de rester en place pendant sept ans.                                                                   |              |
| Vendredi 26 juin | - François Mitterrand effectue un déplacement à Dun-les-Places. | |              |
| Samedi 27 juin   | - Le vice-président George H. W. Bush calme le jeu médiatique américain en se montrant plus modéré sur la nomination de ministres communistes au gouvernement français, et le secrétaire d'État Haig déclare à la télévision que les États-Unis « [doivent] reconnaître que la nomination d'un gouvernement est une affaire interne ». | |              |
| Lundi 29 juin    | - François Mitterrand se rend à Luxembourg pour le Sommet européen. - Débats sur la contribution du Royaume-Uni au budget européen, et à l'élargissement à l'Espagne et au Portugal. - Les membres de la Communauté européenne refusent le plan de relance européenne par la consommation proposé par Mitterrand. | |              |

## Juillet
| Date                 | Évènements | Textes | Photographie |
| -------------------- | --- | --- | ------------ |
| Mercredi 1er juillet | - Conseil des ministres. - Après le Conseil, débat entre les ministres sur l'étendue des nationalisations envisagées par Pierre Mauroy. - Louis Mermaz est élu président de l'Assemblée nationale. - Le gouvernement Mauroy 2 obtient la confiance de la chambre basse. | - Le gouvernement signe un accord de fourniture en gaz avec l'Union des républiques socialistes soviétiques. |              |
| Vendredi 3 juillet   | - Décision par le président des réformes des années à venir : la création d'une quatrième chaîne de télévision culturelle, la rénovation de lieux publics, etc. | |              |
| Mercredi 8 juillet   | - Conseil des ministres. Le projet de loi d'amnistie de Robert Badinter, qui fait sortir 6 200 détenus de prison et qui supprime la Cour de sûreté de l'État, est entériné. | |              |
| Mardi 14 juillet     | - Le directeur de la Direction de la Surveillance du territoire, Marcel Chalet, informe le président de l'affaire Farewell. - Le président du Nicaragua, Daniel Ortega, rencontre le président. | |              |
| Jeudi 15 juillet     | - Le président participe au Sommet franco-allemand qui a lieu à Bonn. | |              |
| Samedi 18 juillet    | - Le président participe au Sommet du G7 à Ottawa, et transmet à Ronald Reagan des informations concernant l'affaire Farewell. Cela permet aux États-Unis d'apprendre que les Russes sont engagés dans la construction d'une navette spatiale et qu'ils effectuent de l'espionnage industriel sur des sujets techniques comme le revêtement de refroidissement des fusées. | |              |
| Lundi 20 juillet     | - Début des réunions officielles du G7. | |              |
| Mardi 21 juillet     | - Fin de la réunion, retour dans la soirée du président à Paris. | |              |
| Vendredi 24 juillet  | - L'État accorde 100 millions de francs au groupe Boussac pour lui éviter la faillite et préserver des emplois. | |              |
| Vendredi 31 juillet  | | - Vote à l'Assemblée nationale de la loi d'amnistie soutenue par Robert Badinter.                            |              |

## Août
| Date          | Évènements                                                  | Textes | Photographie |
| ------------- | ----------------------------------------------------------- | --- | ------------ |
| Lundi 3 août  | - Rencontre entre le président et Henry Kissinger à Latche. | |              |
| Mardi 4 août  |                                                             | - Promulgation de la loi de suppression de la Cour de sûreté de l’État après une adoption à l'Assemblée le 29 juillet. |              |
| Mardi 11 août |                                                             | - Le Premier ministre signe une circulaire régularisant 300 000 étrangers.                                             |              |

## Septembre
| Date                  | Évènements | Textes                                                                                   | Photographie |
| --------------------- | --- | ---------------------------------------------------------------------------------------- | ------------ |
| Mardi 1er septembre   | - Conférences de l'Organisation des Nations unies à Paris sur les pays en voie sous-développés. Le président expose sa doctrine, selon laquelle « aider le tiers-monde, c'est s'aider soi-même à sortir de la crise ». Il promet une augmentation de l'aide au développement de la France.                                                                       |                                                                                          |              |
| Mercredi 2 septembre  | - Conseil des ministres à Rambouillet. François Mitterrand se déclare en faveur d'une nationalisation à 100 % des banques et grandes entreprises, et non à 50 % comme préconisé par Delors. |                                                                                          |              |
| Vendredi 4 septembre  | - Meurtre de l'ambassadeur Louis Delamare à Beyrouth. |                                                                                          |              |
| Jeudi 10 septembre    | - Déplacement du Président au premier sommet franco-britannique, à Londres. Margaret Thatcher relance l'idée, précédemment évoquée, d'un tunnel sous la Manche. |                                                                                          |              |
| Vendredi 10 septembre | - Suite et fin du sommet. |                                                                                          |              |
| Vendredi 17 septembre | - Début du débat sur l'abolition de la peine de mort à l'Assemblée. |                                                                                          |              |
| Samedi 18 septembre   | | - Adoption du projet de loi.                                                             |              |
| Mardi 22 septembre    | - Inauguration du TGV Paris-Lyon par le président. |                                                                                          |              |
| Samedi 26 septembre   | - Déplacement du Président en Arabie saoudite, à Taëf puis à Riyad. |                                                                                          |              |
| Mardi 29 septembre    | | - La loi d'abrogation de la peine de mort est votée par le Sénat, à 160 voix contre 126. |              |
| Mercredi 30 septembre | - Conseil des ministres. Débat au sujet du projet de loi de finances pour 1982, qui marque une augmentation des dépenses publiques de 27 %, dans le cadre de la relance Mauroy, et lève l'anonymat sur l'or. - Le projet de loi provoque des tensions sur les marchés financiers et des sorties de capitaux qui provoquent une tension à la baisse sur le franc. |                                                                                          |              |

## Octobre
| Date                | Évènements | Textes                                                                | Photographie |
| ------------------- | --- | --------------------------------------------------------------------- | ------------ |
| Vendredi 2 octobre  | | - Adoption par l'Assemblée nationale de la loi sur les radios libres. |              |
| Dimanche 4 octobre  | - Dévaluation du franc de 8,5 %, en accord avec les partenaires européens du SME, en échange d'une réduction du déficit budgétaire. |                                                                       |              |
| Mercredi 7 octobre  | - Conseil des ministres. Révisions du projet de loi de finances proposé la semaine précédente, avec une réduction des dépenses de l'ordre de quinze milliards. - Rencontre à Latché avec Helmut Schmidt.                                                                                  |                                                                       |              |
| Dimanche 11 octobre | - Le président est en déplacement en Égypte pour les obsèques de Anouar el-Sadate. - Le président commence à boiter pour une raison inconnue. |                                                                       |              |
| Dimanche 18 octobre | - Le président, en visite aux États-Unis pour le bicentenaire des batailles de Chesapeake et Yorktown, s'entretient avec Ronald qui le remercie pour sa coopération avec l'armée américaine après qu'il a autorisé des sous-marins nucléaires américains à passer par les ports français. |                                                                       |              |
| Mardi 21 octobre    | - Le président introduit le concept de droit d'ingérence humanitaire dans un discours. |                                                                       |              |
| Mercredi 22 octobre | - Début de la Cinquième conférence ministérielle de l'Organisation mondiale du commerce à Cancún. |                                                                       |              |

## Novembre
| Date                 | Évènements | Textes | Photographie |
| -------------------- | --- | ------ | ------------ |
| Mardi 3 novembre     | - Première conférence franco-africaine, à Paris. Le Président propose la mise en place d'une force interafricaine au Tchad. |        |              |
| Samedi 7 novembre    | - Le président se rend en secret, à la demande de son médecin Claude Gubler, à l'Hôpital du Val-de-Grâce pour se faire traiter ses douleurs à la jambe. |        |              |
| Mardi 10 novembre    | - Le ministère des Finances dévoile en interne les prévisions chiffrées de l'état de la Sécurité sociale pour 1981 et 1982. - Pierre Mauroy prend la décision de déplafonner les cotisations patronales afin d'augmenter les recettes de la sécurité sociale.                               |        |              |
| Jeudi 12 novembre    | - Le président s'entretient à Paris avec Indira Gandhi, Première ministre de l'Inde. Les discussions portent sur les relations entre l'Inde et l'URSS. Des accords de coopération sont signés, notamment dans le domaine de l'énergie.                                                      |        |              |
| Lundi 16 novembre    | - Le médecin Adolphe Steg annonce en secret au président le résultat de sa visite médicale : il a un cancer, qui le tuera entre janvier et dans cinq ans. Le secret est gardé par quelques proches du président.                                                                            |        |              |
| Jeudi 26 novembre    | - Le président se rend à Londres pour le Conseil européen, à Lancaster House. Le débat porte essentiellement sur les céréales (leur évolution des prix, la position face aux exportations américaines).                                                                                     |        |              |
| Vendredi 27 novembre | - Suite et fin du Conseil. La rumeur commence à courir, après un article de Paris Match, que le président se serait rendu à l'hôpital du Val-de-Grâce le 7 novembre. - Jacques Delors convainc le président qu'il faut ralentir le rythme des réformes, augurant le tournant de la rigueur. |        |              |
| Lundi 30 novembre    | - Voyage présidentiel à Alger pour rencontrer Hosni Moubarak. Les négociations portent sur un accord gazier. |        |              |

## Décembre
| Date                 | Évènements | Textes | Photographie |
| -------------------- | --- | --- | ------------ |
| Mardi 1er décembre   | - Fin du voyage présidentiel à Alger et retour en France du président. | |              |
| Lundi 7 décembre     | - La France et le Laos rétablissent leur relation diplomatique, interrompue en 1978. - Le président se rend à la fête du centenaire d'HEC Paris pour donner un discours sur l'entreprise. - Face à ce qu'il perçoit comme une lenteur des réformes, le président décide de gérer par lui-même les sujets d'ordre économique et d'organiser de manière hebdomadaire des conseils restreints sur le sujet. | |              |
| Mardi 15 décembre    | | - Vote de l'abrogation de la loi anticasseurs. |              |
| Vendredi 18 décembre | | - Le projet de loi sur les nationalisations est adopté. L'opposition saisit le Conseil constitutionnel pour contester la constitutionnalité de la loi. - À l'ONU, la France vote une résolution condamnant Israël à la suite de son occupation du plateau du Golan. |              |